# 莱济讷
莱济讷（法語：Lézinnes，法語發音：[lezin]）是法国勃艮第-弗朗什-孔泰大区约讷省的一个市镇，属于阿瓦隆区。

## 地理
莱济讷（47°48'3"N, 4°5'16"E）面积15.96 平方千米，位于法国勃艮第-弗朗什-孔泰大區约讷省，该省份为法国中北部内陆省份，西接卢瓦雷省，西北接塞纳-马恩省，南至涅夫勒省，东临科多尔省，东北与奥布省接壤。
与莱济讷接壤的市镇（或旧市镇、城区）包括：唐莱、托内尔、昂西勒利布尔、阿让特奈、阿尔芒松河畔帕西、维罗。

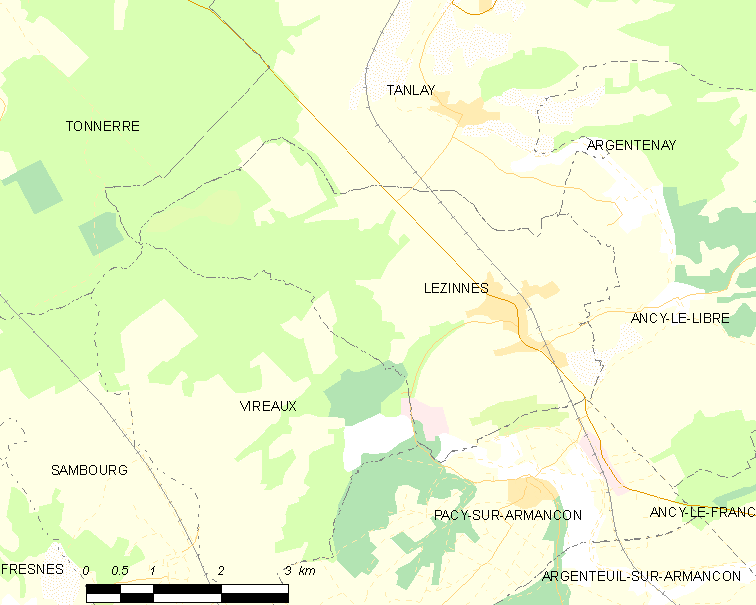
莱济讷的OSM定位图

莱济讷的时区为UTC+01:00、UTC+02:00（夏令时）。

## 行政
莱济讷的邮政编码为89160，INSEE市镇编码为89223。

## 政治
莱济讷所属的省级选区为托内鲁瓦县。

## 人口

1962-2008年间莱济讷人口变化图示

莱济讷于2022年1月1日时的人口数量为664人。